# Shuiwa
Shuiwa (kinesiska: 水洼, 水洼乡) är en socken i Kina. Den ligger i provinsen Sichuan, i den sydvästra delen av landet, omkring 440 kilometer sydväst om provinshuvudstaden Chengdu. Antalet invånare är 2824. Befolkningen består av 1 213 kvinnor och 1 611 män. Barn under 15 år utgör 22,0 %, vuxna 15-64 år 71 %, och äldre över 65 år 5,0 %.
Genomsnittlig årsnederbörd är 719 millimeter. Den regnigaste månaden är juli, med i genomsnitt 230 mm nederbörd, och den torraste är november, med 1 mm nederbörd.